# CQ World Wide WPX Contest

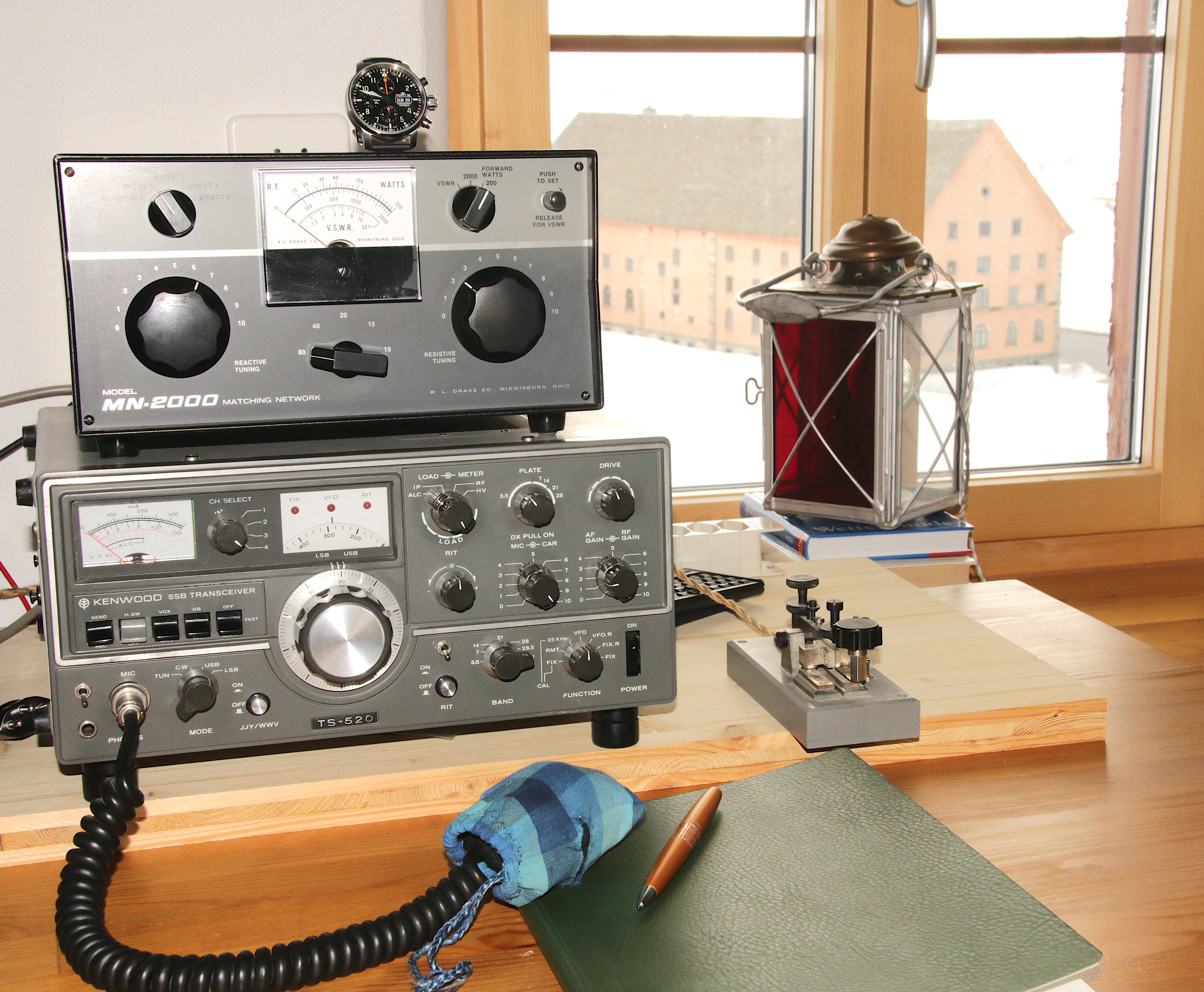
Single-Operator-Amateurfunkstation am CQ WW WPX Contest

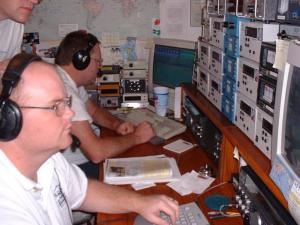
Eine Multioperator-Mannschaft beim Contest.

Der CQ World Wide WPX Contest, kurz auch CQ WPX Contest, ist der größte jährlich weltweit stattfindende Wettbewerb (englisch Contest) von Funkamateuren auf Kurzwelle. Er wird von der Amateurfunk-Zeitschrift CQ Amateur Radio (kurz CQ) ausgeschrieben. Ziel ist, möglichst viele Präfixe, also Landeskenner von Amateurfunkrufzeichen zu „arbeiten“, was durch WPX für Worked All Prefixes („arbeitete alle Präfixe“) angegeben wird.
Der Funksport-Wettbewerb findet in Form von Sprachverbindungen mit Einseitenbandmodulation (SSB) jeweils am letzten Wochenende des Monats März und für Morse-Telegrafie am letzten Wochenende des Monats Mai statt. Er dauert 48 Stunden, wobei er jeweils um 00:00 UTC beginnt und endet.
Es gibt zwei Kategorien: Die Single-OPs (Einmannstationen) und die Multi-OPs (Mehrmannstationen). Die Single-OPs dürfen in den vorgegebenen 48 Stunden maximal 36 Stunden arbeiten und die Ruhepausen müssen wenigsten 60 Minuten lang sein. Multi-OPs-Stationen werden durchgehend, also 48 Stunden betrieben. Gefunkt wird auf den Amateurfunkbändern in Kurzwelle auf den Frequenzbereichen bei 1,8 MHz, 3,5 MHz, 7 MHz, 14 MHz, 21 MHz und 28 MHz. Dies entspricht den Wellenlängen von 160 m, 80 m, 40 m, 20 m, 15 m und 10 m. In der Funkverbindung werden lediglich der RS-, beziehungsweise der RST-Rapport (Readability/Verständlichkeit, Strength/Stärke des Radiosignals, Tone/Ton der Telegrafieverbindung) und die Anzahl der getätigten Kontakte ausgetauscht.
Das Ziel im Wettbewerb ist, mit Funkamateuren in möglichst vielen unterschiedlichen Regionen eine bestätigte zweiseitige Funkverbindung (QSO) herzustellen. Das Endergebnis (Score) wird aus der Multiplikation der Anzahl der gearbeiteten Verbindungen und der gearbeiteten Präfixe der Rufzeichen errechnet. Zum Beispiel hat das Rufzeichen HB9NE das Präfix HB9, das als Kennzeichen für Schweizer Funkstationen steht. Die Resultate des Contests werden jährlich publiziert.